# Vanessa Marquez
Pour les articles homonymes, voir Márquez.
Vanessa Rosalia Marquez, née le 21 décembre 1968 au Comté de Los Angeles et morte le 30 août 2018 à South Pasadena (Californie), est une actrice américaine.
Elle est surtout connue pour le rôle de l'infirmière Wendy Goldman qu'elle interprète dans la série Urgences.

## Biographie

### Carrière
Avant sa mort, Vanessa Marquez a été liée au mouvement #MeToo, alléguant qu'elle avait subi du harcèlement sur le plateau de tournage de la série Urgences. En octobre 2017, elle a accusé l'acteur vedette de la série, George Clooney, d'avoir contribué à « la mettre sur liste noire », après qu'elle s'est plainte auprès des dirigeants de ce harcèlement ; George Clooney a nié ces allégations.

### État de santé et mort
Vanessa Marquez avait souffert de dépression, de TOC et de dépendance au shopping. Ses difficultés comme fashion victime ont été documentées dans un épisode de 2005 de l'émission Intervention d'A & E.
Le 30 août 2018, les autorités sont missionnées à son domicile de South Pasadena pour effectuer un welfare check, qui consiste en un contrôle de la santé mentale et physique d'une personne. Elles découvrent Vanessa Marquez en crise et manifestement incapable de prendre soin d'elle-même. Après une négociation d'une heure et demie visant à lui faire accepter une aide médicale, Marquez est grièvement blessée par les tirs de deux policiers après qu'elle a pointé une arme sur les agents, arme qui se révélera être un pistolet à air comprimé,. Elle meurt à l'hôpital des suites de ses blessures.
En février 2019, les avocats représentant la mère de Vanessa Marquez déposent une plainte contre la ville de South Pasadena pour « agression, négligence, entrée par effraction, arrestation illicite et séquestration, homicide délictuel, manque d'entraînement, association de malfaiteurs, perquisition de propriété, incapacité à dispenser des soins médicaux rapides » ainsi que pour violation d'une loi interdisant les actes de violence en raison de la race, de la couleur, de la religion, de l'ascendance, de l'origine, etc..
Le 2 mars 2020, le cabinet du procureur du comté de Los Angeles fait savoir que les deux policiers impliqués dans la mort de l'actrice ne seront pas poursuivis, les 12 cartouches tirées étant justifiées par le fait que les policiers « avaient des raisons légitimes de croire que Marquez représentait une menace imminente de blessures graves ou de mort ».

## Filmographie

### Films
- 1988 : Envers et contre tous : Ana Delgado
- 1989 : Night Children : Runt
- 1990 : To My Daughter : étudiante
- 1990 : Sweet 15 :  Lupe
- 1991 : Locked Up: A Mother's Rage : Yo-Yo
- 1993 : Twenty Bucks :  Melanie
- 1993 : Maniac Cop 3: Badge of Silence : Terry
- 1993 : Les Princes de la ville : fille de Montana
- 1993 : Father Hood : Delores
- 1994 : State of Emergency :  Violetta
- 1997 : All Lies End in Murder : Yvonne Valesquez
- 2000 : Suspicion :  chanteuse
- 2001 : Fire & Ice : Wanda Hernandez

### Séries télévisées
- 1994-1997 : Urgences (27 épisodes) : Wendy Goldman
- 1999 : Malcolm & Eddie (3 épisodes) : Janice Ramos